# Girotondo intorno al mondo
Girotondo intorno al mondo è un brano musicale di Sergio Endrigo, il cui testo è tratto direttamente dalla lirica La ronde autour du monde di Paul Fort. Uscì nella primavera del 1966, su singolo (abbinato a Questo amore per sempre; arrangiamenti di Giancarlo Chiaramello) per la Cetra. Lo stesso anno il brano fu inserito nell'LP Endrigo. Comparve nuovamente su disco a metà degli anni Settanta, allorché la Cetra stampò un 45 giri nella linea di dischi per bambini contenente questo pezzo e Perché non dormi fratello.

## La poesia originaria
Paul Fort aveva a suo tempo (1913) registrato una propria lettura de La ronde autour du monde. Il testo è un appello alla fraternità mondiale.
L'ispirazione a Endrigo arrivò, come lui stesso ha raccontato, dalla lettura del romanzo di Louis Aragon Les cloches de Bâle (Le campane di Basilea); lì il cantautore aveva appreso che prima dell'inizio della I guerra mondiale, per scongiurare l'imminente conflitto, si era tenuta a Basilea una grande festa, con cortei di ragazzini vestiti da angioletti che cantavano la poesia di Paul Fort. Così decise di tradurla in italiano e di musicarla per farne una canzone.

## Altre versioni
- 1967 Bruno Lauzi nell'album I miei giorni
- 1970 Marisa Sannia nell'LP tributo Marisa Sannia canta Sergio Endrigo... e le sue canzoni
- 2013 Roberto Giordi nel CD tributo Il pappagallo – Le canzoni per bambini di Sergio Endrigo, Etichetta Maremosso, (MM005)